# Polychrysia napelli
Polychrysia napelli är en fjärilsart som beskrevs av Charles Joseph de Villers 1789. Polychrysia napelli ingår i släktet Polychrysia och familjen nattflyn. Inga underarter finns listade i Catalogue of Life.